# Арчи (индуизм)

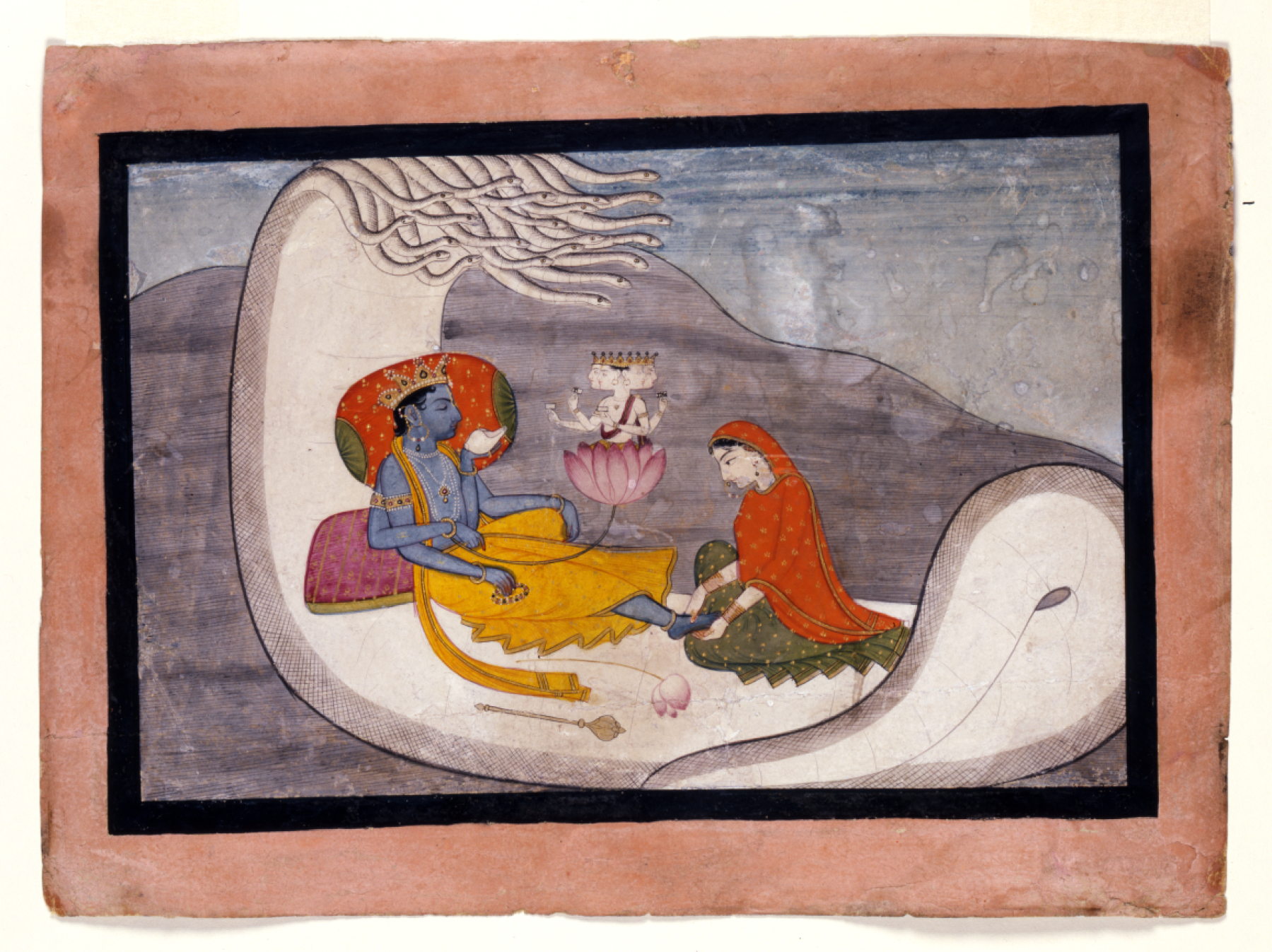
Вишну и Лакшми.

Арчи́ (санскр. अर्ची, IAST: Arcī, букв. «обожаемая») — идеальная царица и одна из аватар богини процветания Шри-Лакшми.
В соответствии с «Бхагавата-пураной», Арчи появилась вместе со своим супругом Притху — соответственно аватарой Вишну — из ритуально очищенного риши тела (рук) покойного прежнего правителя Земли Вены с целью восстановления справедливого правления.

Великие мудрецы сказали: Этот юноша является полной экспансией энергии Господа Вишну, хранителя вселенной, а девушка — полной экспансией богини процветания, которая никогда не расстается с Господом.— Шримад Бхагаватам, Книга 4, Глава 15, Tекст 3
В конце своей земной жизни, после восстановления гармонии и плодородия земли, Притху и Арчи оставили царство сыновьям, а сами удалились от всех мирских дел (санньяса) в лес, практикуя йогу и строгий аскетизм. Отмечается, что Арчи сильно похудела. После того, как её супруг достиг освобождения от тела, она развела огонь для его кремации, а сама, омывшись в реке, также вошла в пламя, совершив ритуал Сати, не желая расставаться с супругом, как Лакшми не расстаётся с Господом Вишну.